# Polyklet (Gemmenschneider)
Polyklet (griechisch Πολύκλειτος, Polykleitos) war ein griechischer Gemmenschneider, der in der frühen römischen Kaiserzeit wahrscheinlich in Rom tätig war.
Bekannt ist er nur durch seine Signatur auf einer Glaspaste (heute in Berlin, Antikensammlung) nach einer verschollenen Karneol-Gemme mit der Darstellung des Raubes des Palladions. Weitere Gemmen mit der Signatur des Polyklet sind neuzeitliche Arbeiten.